# Torneig d'escacs Dortmund Sparkassen

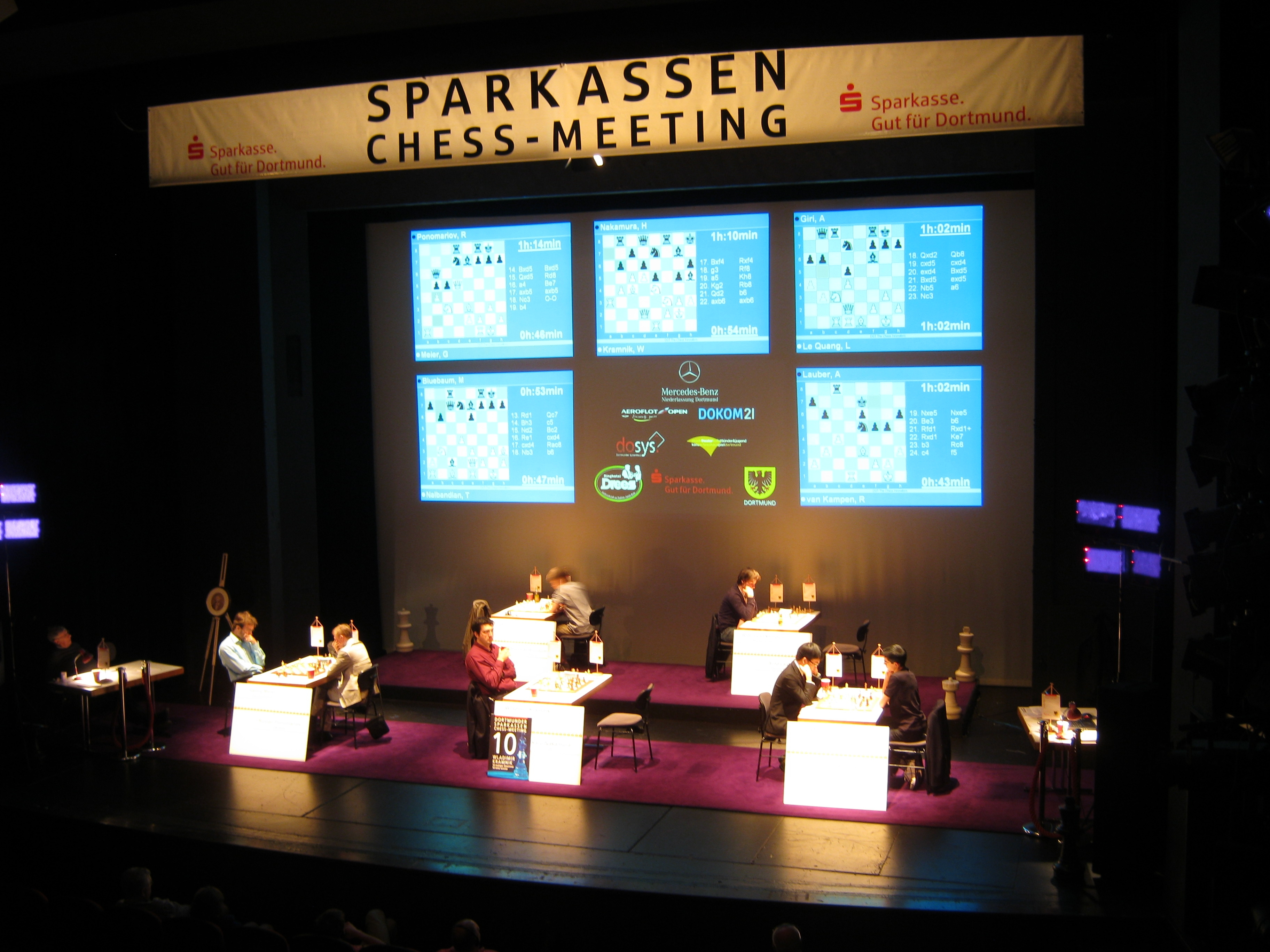
Sala del torneig, a l'edició de 2011

El Torneig d'escacs Dortmund Sparkassen (oficialment i en anglès: Dortmund Sparkassen Chess Meeting) és un torneig d'escacs d'elit que se celebra cada estiu a Dortmund, Alemanya.
Es tracta d'un torneig on només s'hi pot participar per invitació, i on només hi són convidats els més forts Grans Mestres del món. L'excepció rau en el fet que una plaça s'atorga al guanyador de l'Aeroflot Open que se celebra anualment a Moscou, un torneig on hi pot participar qualsevol jugador amb un Elo mínim de 2550.
El torneig es juga habitualment per sistema round-robin o doble round-robin. Entre 2002 i 2004, de tota manera, va adoptar la forma de sèries de matxs.
El torneig de 2002 fou notable també a causa del fet que servia com a Torneig de Candidats per al Campionat del món clàssic de 2004. Péter Lékó va guanyar, vencent en Vesselín Topàlov a la final.

## Quadre d'honor
| #   | Any        | Guanyador                                      |
| --- | ---------- | ---------------------------------------------- |
| (1) | 1928       | Fritz Sämisch                                  |
| (2) | 1951       | Albéric O'Kelly de Galway                      |
| (3) | 1961       | Mark Taimanov                                  |
|     |            |                                                |
| 1   | 1973       | Heikki Westerinen                              |
| 2   | 1974       | László Szabó                                   |
| 3   | 1975       | Heikki Westerinen                              |
| 4   | 1976       | Oleg Romanishin                                |
| 5   | 1977       | Jan Smejkal                                    |
| 6   | 1978       | Ulf Andersson                                  |
| 7   | 1979       | Tàmaz Guiorgadze                               |
| 8   | 1980       | Raymond Keene                                  |
| 9   | 1981       | Guennadi Kuzmín                                |
| 10  | 1982       | Vlastimil Hort                                 |
| 11  | 1983       | Mihai Suba                                     |
| 12  | 1984       | Yehuda Gruenfeld                               |
| 13  | 1985       | Yuri Razuvayev                                 |
| 14  | 1986       | Zoltán Ribli                                   |
| 15  | 1987       | Yuri Balashov                                  |
| 16  | 1988       | Sembat Lputian                                 |
| 17  | 1989       | Iefim Hèl·ler                                  |
| 18  | 1990       | Alexander Txernín                              |
| 19  | 1991       | Igor Stohl                                     |
| 20  | 1992       | Garri Kaspàrov                                 |
| 21  | 1993       | Anatoli Kàrpov                                 |
| 22  | 1994       | Jeroen Piket                                   |
| 23  | 1995       | Vladímir Kràmnik                               |
| 24  | 1996       | Vladímir Kràmnik i Viswanathan Anand           |
| 25  | 1997       | Vladímir Kràmnik                               |
| 26  | 1998       | Vladímir Kràmnik Michael Adams i Piotr Svídler |
| 27  | 1999       | Péter Lékó                                     |
| 28  | 2000       | Vladímir Kràmnik i Viswanathan Anand           |
| 29  | 2001       | Vladímir Kràmnik i Vesselín Topàlov            |
| 30  | 2002       | Péter Lékó                                     |
| 31  | 2003[1]    | Viktor Bologan                                 |
| 32  | 2004       | Viswanathan Anand                              |
| 33  | 2005[2][3] | Arkadij Naiditsch                              |
| 34  | 2006       | Vladímir Kràmnik i Piotr Svídler               |
| 35  | 2007[4]    | Vladímir Kràmnik                               |
| 36  | 2008[5]    | Péter Lékó                                     |
| 37  | 2009       | Vladímir Kràmnik                               |
| 38  | 2010[6]    | Ruslan Ponomariov                              |
| 39  | 2011       | Vladímir Kràmnik                               |
| 40  | 2012[7]    | Fabiano Caruana i Serguei Kariakin             |
| 41  | 2013[8]    | Michael Adams                                  |
| 42  | 2014[9]    | Fabiano Caruana                                |
| 43  | 2015       | Fabiano Caruana                                |
| 44  | 2016[10]   | Maxime Vachier-Lagrave                         |